# 12 regels voor het leven
12 regels voor het leven: Een remedie tegen chaos (Engels: 12 Rules for Life: An Antidote to Chaos) is een boek van de Canadese auteur Jordan Peterson uit 2018.
Het boek werd in Canada, de Verenigde Staten en Groot-Brittannië een bestseller en was eind 2020 ruim 5 miljoen keer verkocht. Peterson ging op wereldtournee om zijn boek te promoten en bezocht uitverkochte zalen in 45 steden. Ook verscheen hij in interviews met onder meer de BBC, Sky News, Maajid Nawaz, Tucker Carlson, Dr. Oz en het Nederlandse weblog GeenStijl.

## Inhoud
De aanleiding voor Peterson om het boek te schrijven kwam van de website Quora, waar men antwoorden kan geven op vragen welke gebruikers stellen. De 12 regels die in het boek staan werden al eerder in een versie met 40 regels op deze website geplaatst. Het boek is zo ingedeeld dat elk hoofdstuk volledig gewijd is aan een van de regels

### De regels
1. Sta rechtop, met je schouders naar achteren
2. Behandel jezelf als iemand voor wiens zorg je verantwoordelijk bent
3. Sluit vriendschap met mensen die het beste met je voorhebben
4. Vergelijk jezelf met wie je gisteren was, niet met wie iemand anders vandaag is
5. Laat je kinderen niet iets doen waardoor je de pest aan ze krijgt
6. Zorg dat je huis op orde is voordat je kritiek spuit op de wereld
7. Streef na wat betekenisvol is (niet wat opportuun is)
8. Vertel de waarheid, of lieg in ieder geval niet.
9. Ga ervan uit dat degene naar wie je luistert iets weet wat jij niet weet
10. Wees precies in wat je zegt
11. Laat kinderen die skateboarden hun gang gaan
12. Aai een kat wanneer je er eentje tegenkomt op straat

Daarnaast gaat het boek verder in op de religieuze en mythologische thema's die aangekaart werden in zijn eerdere boek Maps of Meaning: The Architecture of Belief uit 1999. Als denker toont Peterson zich verwant aan o.a. Carl Jung en Joseph Campbell.

## OpvolgerDe orde voorbij
De opvolger van het boek is De orde voorbij: 12 nieuwe regels voor het leven, dat in 2021 verscheen. Deze vormt een spiegelbeeld of evenwicht met 12 regels voor het leven, zoals yin en yang elkaar aanvullen en compenseren: 12 regels voor het leven gaat over het verhelpen van een teveel aan chaos, De orde voorbij over het genezen van een teveel aan orde.